# 煤氣鼓

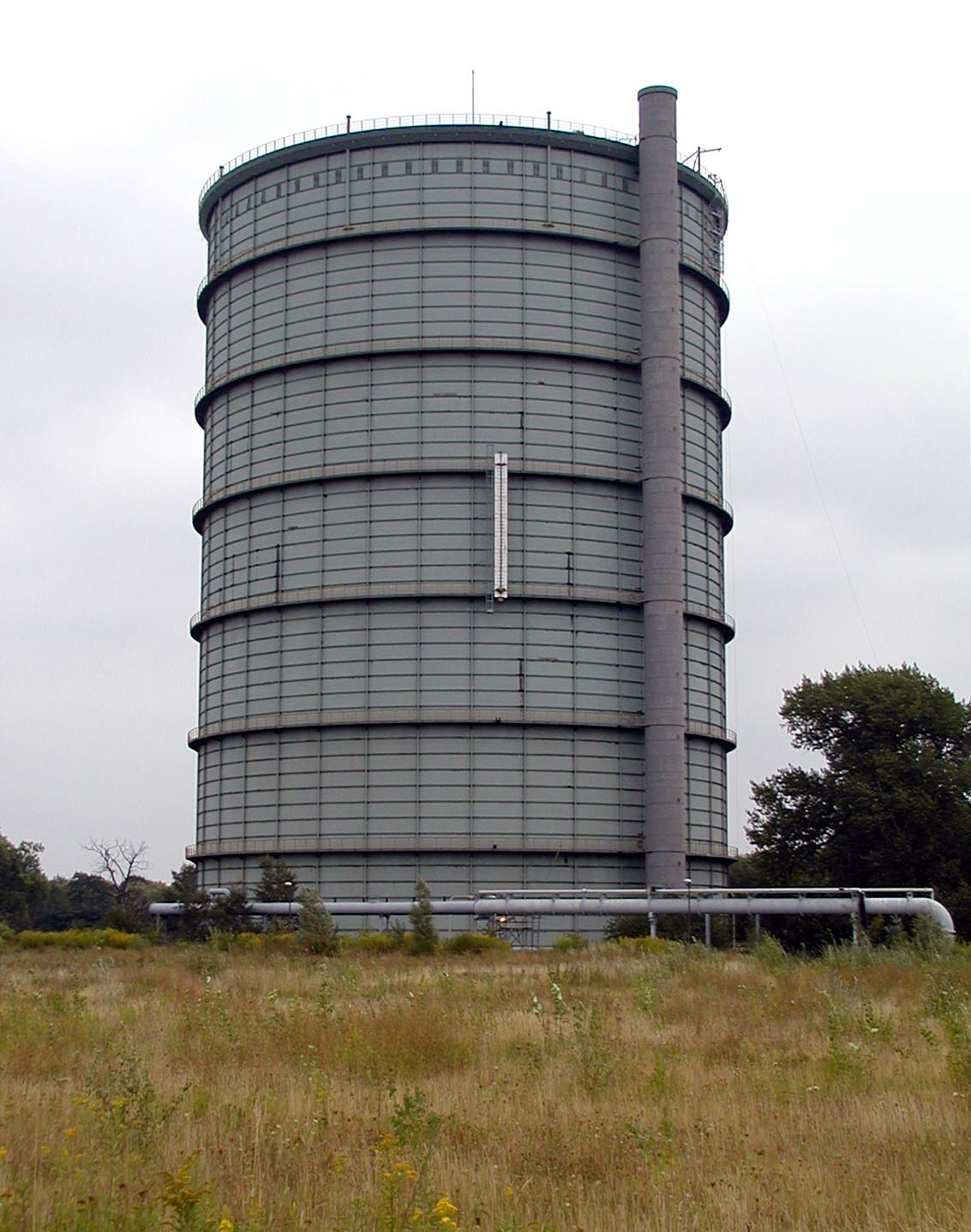
位於德國多蒙特的一個煤氣鼓

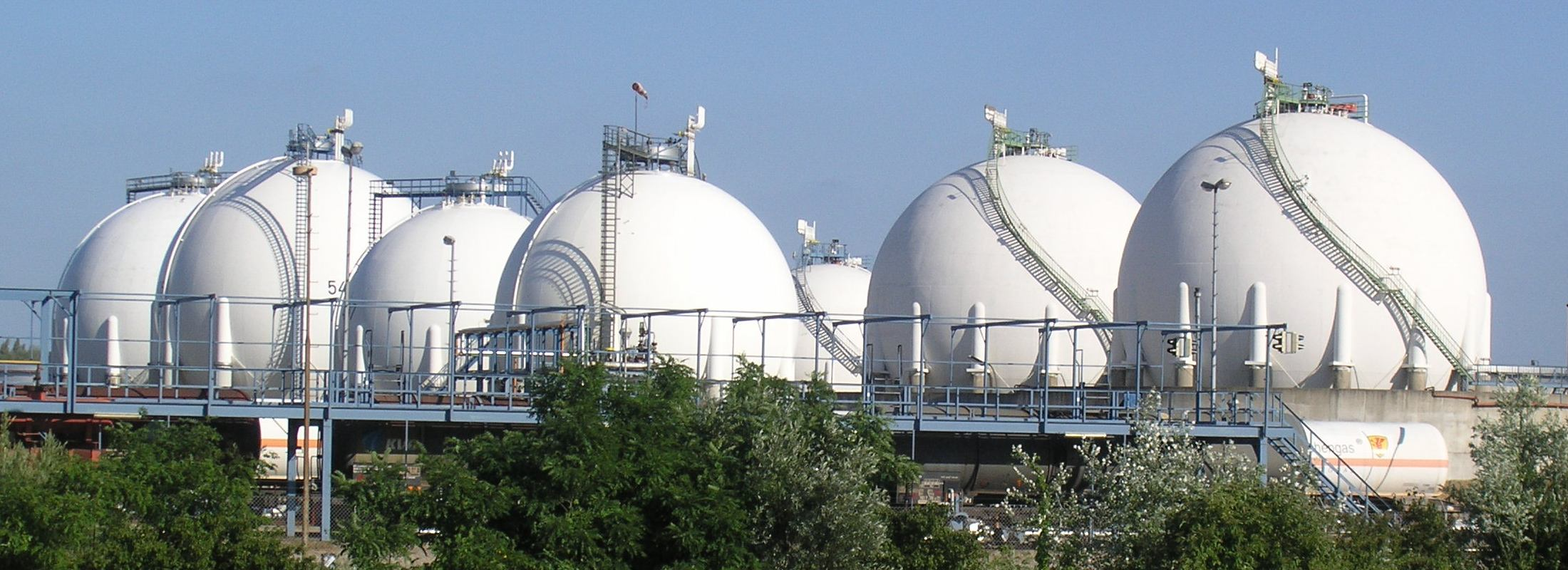
位於德國的數個球形煤氣鼓

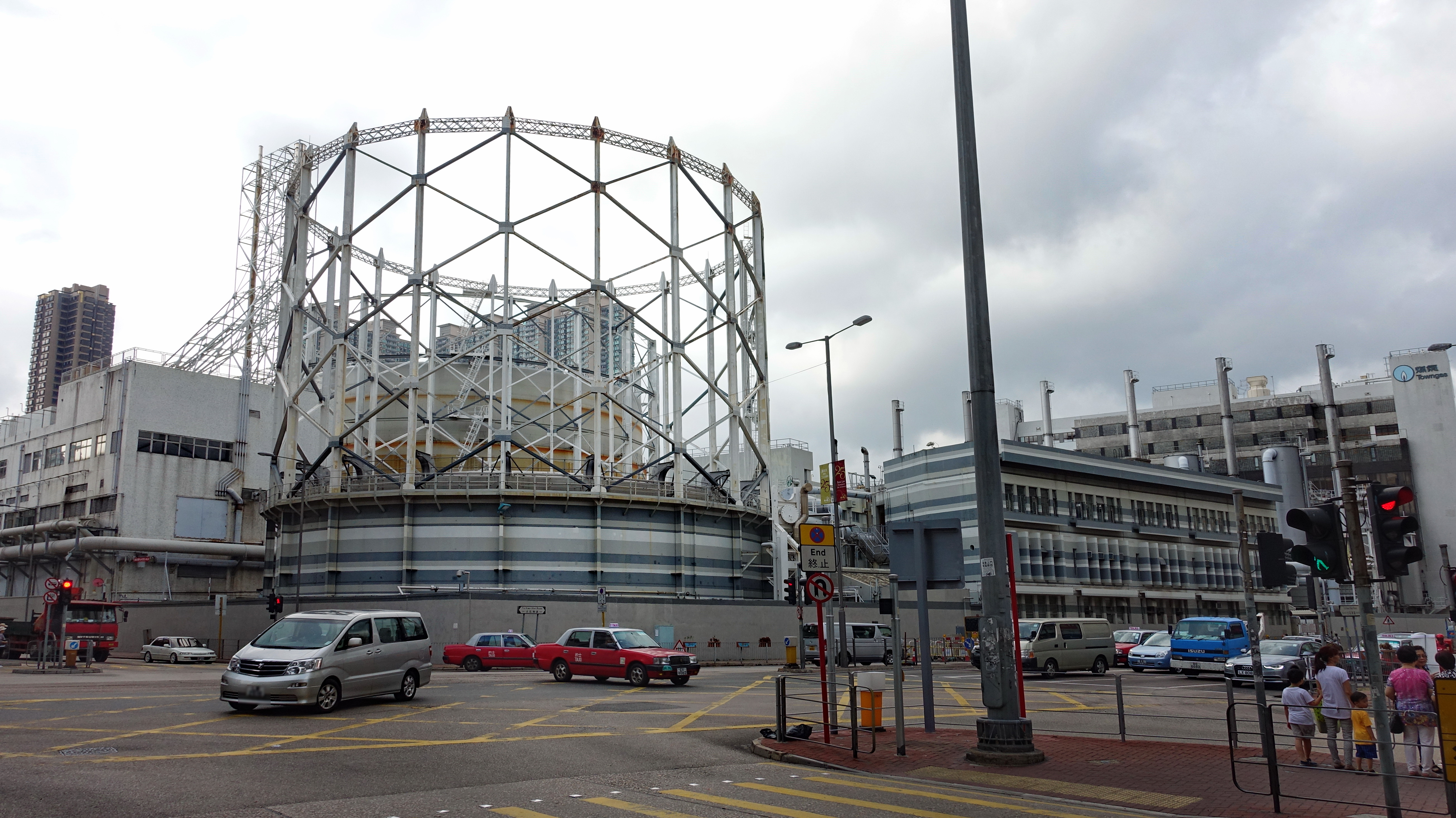
位於香港土瓜灣中華煤氣的一個大型煤氣鼓

煤氣鼓（英語：gasometer或gas-holder）是一個將煤氣或天然氣貯存在常溫及標準大氣壓環境的大型密封容器。雖然煤氣鼓能儲存煤氣或天然氣，但現時煤氣鼓的主要作用是穩定供氣喉管在一個安全的氣壓範圍內運作。一般一個大型煤氣鼓的直徑為60米，容量可達50,000立方米。

## 種類

### 水封式

水封式煤氣鼓的存氣原理

水封式煤氣鼓由兩部分組成：用於提供密封的深水箱，以及隨氣體量增加而上升到水面上方的密閉容器（升降機）。

### 乾封式

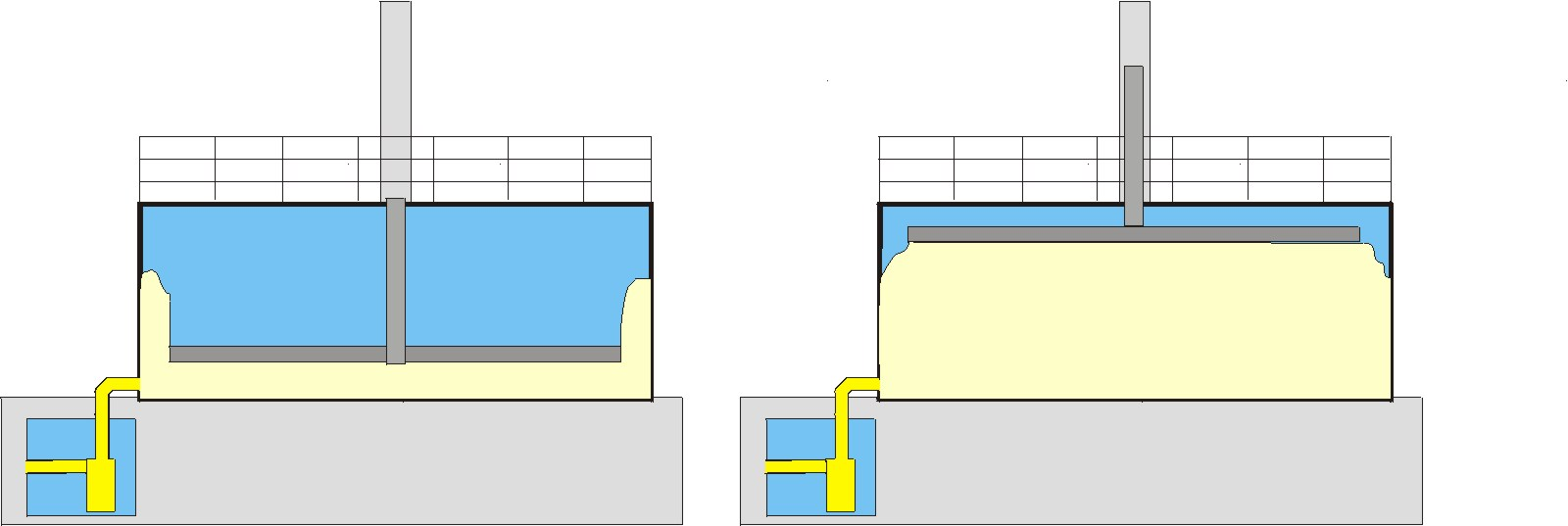
乾封威金斯式煤氣鼓

乾封式煤氣鼓為一個固定的缸體，內置可上下移動的活塞。